# 三条駅 (新潟県)
三条駅（さんじょうえき）は、新潟県三条市南新保にある、東日本旅客鉄道（JR東日本）信越本線の駅である。

## 歴史
- 1898年（明治31年）6月16日：北越鉄道の駅として開業[2]。
- 1907年（明治40年）8月1日：北越鉄道が国有化され、帝国鉄道庁（国鉄）の駅となる[2]。
- 1970年（昭和45年）10月1日：貨物の取り扱いを廃止[2]。
- 1985年（昭和60年）3月14日：荷物の扱いを廃止[2]。
- 1987年（昭和62年）4月1日：国鉄分割民営化により、JR東日本の駅となる[2]。
- 1990年（平成2年）12月1日：みどりの窓口を開設[3]。
- 2008年（平成20年）3月15日：新潟近郊区間が拡大され、ICカード「Suica」の利用が可能となる[4]。同時に自動改札機も導入。
- 2022年（令和4年）9月30日：みどりの窓口の営業を終了[5]。

## 駅構造
単式ホーム2面2線を有する地上駅である。かつては2面3線だったが、島式ホームの駅舎側の線路（かつての2番線）が本線から切り離され、架線は撤去されて現在の構造となった。ホームは跨線橋で連絡している。1番ホーム南端に、1912年（明治45年）3月に築かれ、その後使用されていたランプ小屋が残されている。
燕三条駅管理の業務委託駅で、駅業務はJR東日本新潟シティクリエイト（JENIC）が受託している。ただし、駅員の配備は午前中の短時間のみで、その他の時間は無人となる。駅舎には、自動券売機、自動改札機（Suica対応）、待合室、自動販売機、化粧室などが設置されている。
2005年（平成17年）4月には、駅舎隣に線路の東西を結ぶ連絡自由通路が完成した。これは、当駅最寄りの新潟県立三条高等学校が校舎老朽化のため、2005年度（平成17年度）より駅東側の市内月岡地内に移転したことに伴って整備されたものである。

### のりば
| 番線 | 路線      | 方向 | 行先           |
| ---- | --------- | ---- | -------------- |
| 1    | ■信越本線 | 下り | 新潟方面       |
| 3    | ■信越本線 | 上り | 見附・長岡方面 |

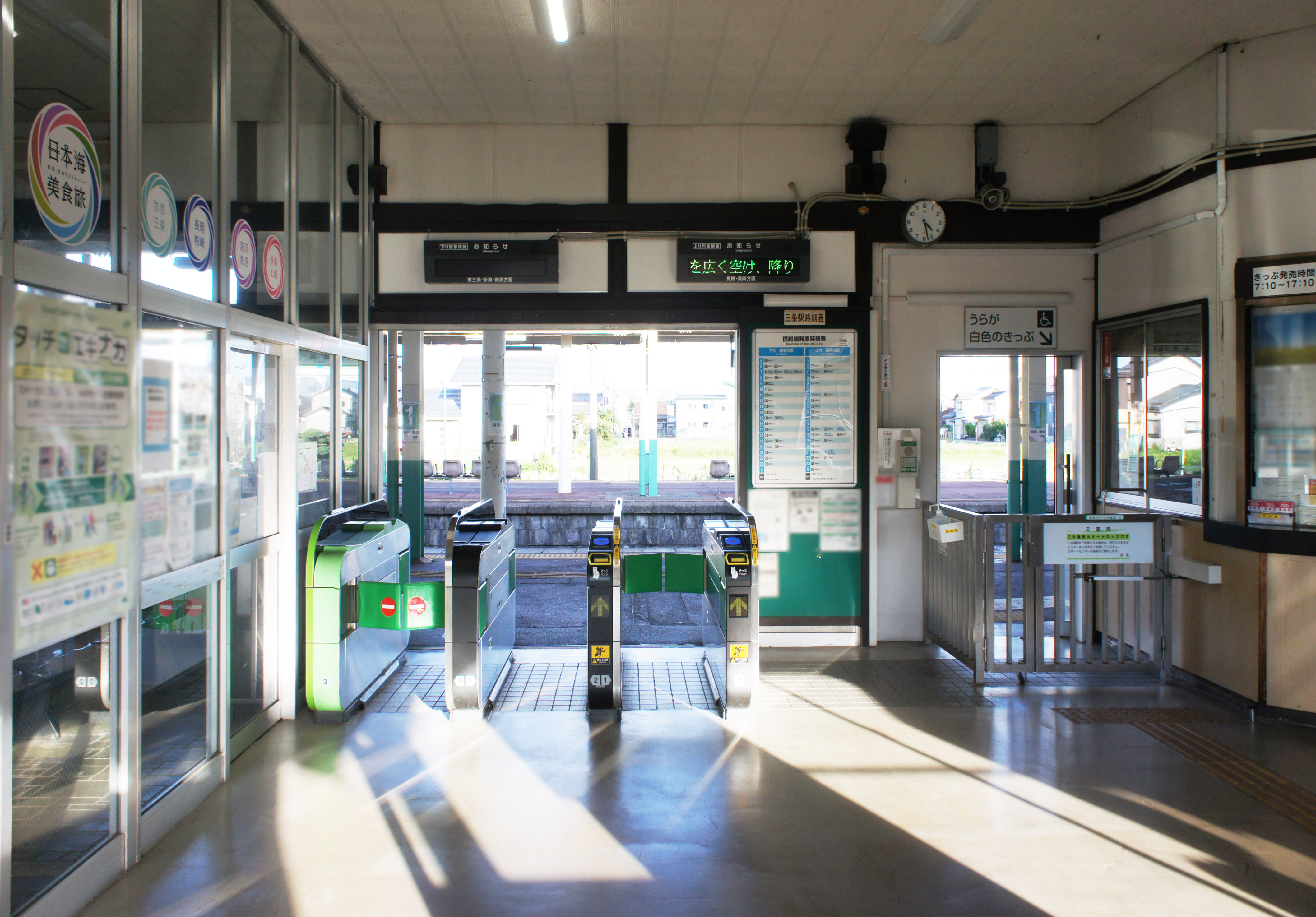
改札口（2021年9月）
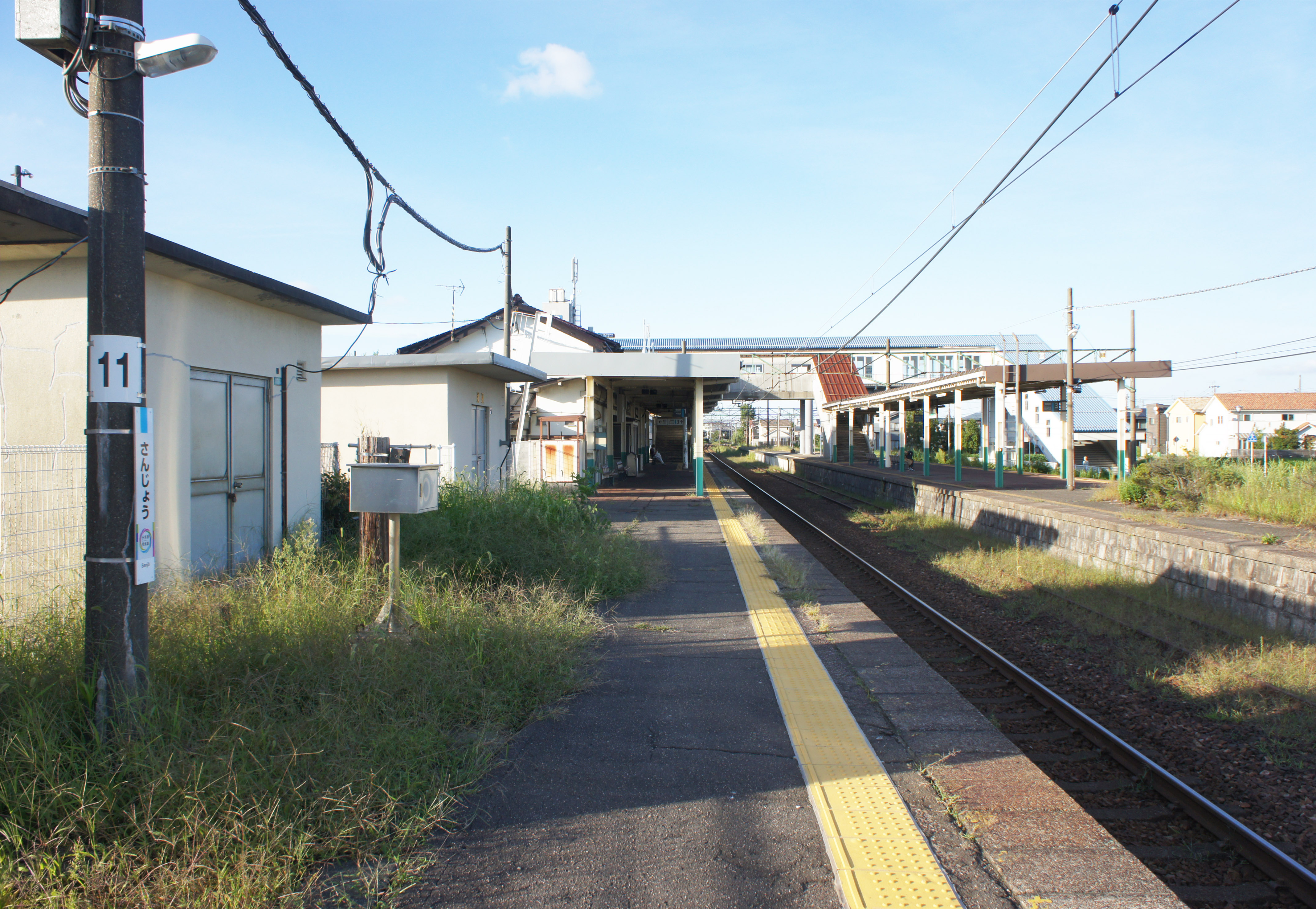
ホーム（2021年9月）
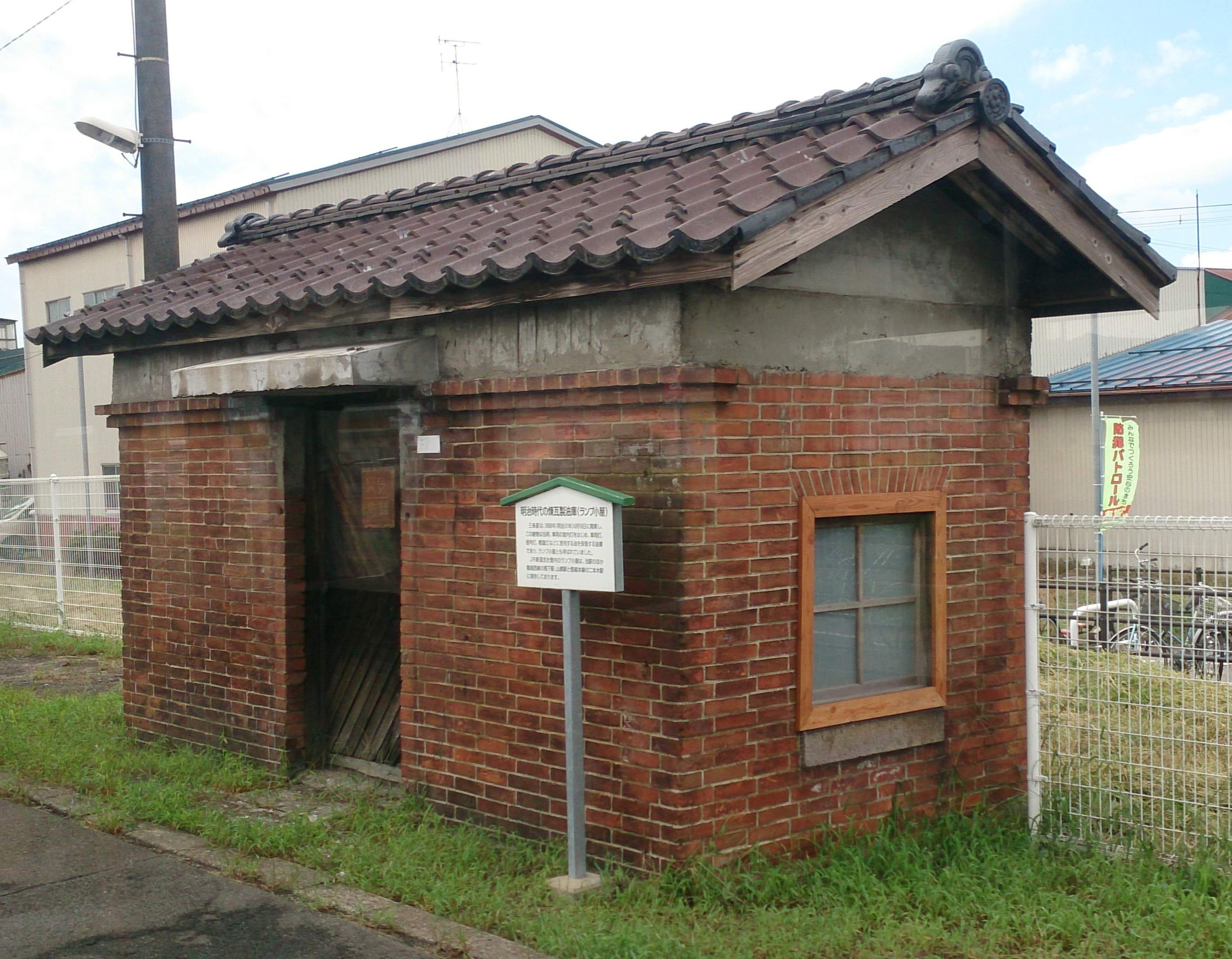
レンガ造りのランプ小屋（2018年9月）

## 利用状況
JR東日本によると、2023年度（令和5年度）の1日平均乗車人員は1,617人である。
2000年度（平成12年度）以降の推移は以下のとおりである。
| 1日平均乗車人員推移 | 1日平均乗車人員推移 | 1日平均乗車人員推移 | 1日平均乗車人員推移 | 1日平均乗車人員推移 |
| 年度                | 定期外              | 定期                | 合計                | 出典                |
| ------------------- | ------------------- | ------------------- | ------------------- | ------------------- |
| 2000年（平成12年）  |                     |                     | 1,599               | [ 利用客数 2 ]      |
| 2001年（平成13年）  |                     |                     | 1,568               | [ 利用客数 3 ]      |
| 2002年（平成14年）  |                     |                     | 1,547               | [ 利用客数 4 ]      |
| 2003年（平成15年）  |                     |                     | 1,509               | [ 利用客数 5 ]      |
| 2004年（平成16年）  |                     |                     | 1,486               | [ 利用客数 6 ]      |
| 2005年（平成17年）  |                     |                     | 1,610               | [ 利用客数 7 ]      |
| 2006年（平成18年）  |                     |                     | 1,619               | [ 利用客数 8 ]      |
| 2007年（平成19年）  |                     |                     | 1,653               | [ 利用客数 9 ]      |
| 2008年（平成20年）  |                     |                     | 1,735               | [ 利用客数 10 ]     |
| 2009年（平成21年）  |                     |                     | 1,760               | [ 利用客数 11 ]     |
| 2010年（平成22年）  |                     |                     | 1,759               | [ 利用客数 12 ]     |
| 2011年（平成23年）  |                     |                     | 1,726               | [ 利用客数 13 ]     |
| 2012年（平成24年）  | 234                 | 1,505               | 1,739               | [ 利用客数 14 ]     |
| 2013年（平成25年）  | 241                 | 1,600               | 1,842               | [ 利用客数 15 ]     |
| 2014年（平成26年）  | 236                 | 1,450               | 1,686               | [ 利用客数 16 ]     |
| 2015年（平成27年）  | 248                 | 1,411               | 1,660               | [ 利用客数 17 ]     |
| 2016年（平成28年）  | 259                 | 1,463               | 1,722               | [ 利用客数 18 ]     |
| 2017年（平成29年）  | 253                 | 1,566               | 1,820               | [ 利用客数 19 ]     |
| 2018年（平成30年）  | 259                 | 1,610               | 1,870               | [ 利用客数 20 ]     |
| 2019年（令和元年）  | 253                 | 1,559               | 1,812               | [ 利用客数 21 ]     |
| 2020年（令和02年）  | 174                 | 1,456               | 1,630               | [ 利用客数 22 ]     |
| 2021年（令和03年）  | 176                 | 1,381               | 1,558               | [ 利用客数 23 ]     |
| 2022年（令和04年）  | 208                 | 1,390               | 1,599               | [ 利用客数 24 ]     |
| 2023年（令和05年）  | 233                 | 1,383               | 1,617               | [ 利用客数 1 ]      |

## 駅周辺
当駅と弥彦線北三条駅の間、五十嵐川右岸側には三条の古くからの市街地が広がっている。この市街地への距離は東三条駅よりも当駅のほうが近いが、路線バスなどとの交通結節点としての役割は特急停車駅である東三条駅が担っており、JTB時刻表における「市の代表（中心）駅」も東三条駅である。
当駅周辺を含む五十嵐川南部は嵐南地区と呼ばれており、木工業が数多くある。
駅前には交番や商店と食堂を兼ねる旅館・ボウリング場などがあり、新潟県道35号三条停車場線が北へ伸びている。
駅東側には新潟県立三条高等学校や郊外型店舗のほか、コロナの本社が所在する。

## バス路線
路線バスおよび高速バスは隣の東三条駅が拠点となっており、当駅前からはごく一部が発着するのみである。

## 隣の駅
東日本旅客鉄道（JR東日本）
■信越本線
■快速
見附駅 - 三条駅 - 東三条駅
■普通
東光寺駅 - 三条駅 - 東三条駅

### 記事本文
1. 1 2 3 4 5  『週刊 JR全駅・全車両基地』 14号 長野駅・新津駅・高田駅ほか、朝日新聞出版〈週刊朝日百科〉、2012年11月11日、25頁。
2. 1 2 3 4 5  石野哲（編）『停車場変遷大事典 国鉄・JR編 Ⅱ』JTB、1998年、586頁。ISBN 978-4-533-02980-6。
3. ↑  JR時刻表平成2年12月号索引地図欄外の注
4. ↑  『2008年3月 Suicaがますます便利になります』（PDF）（プレスリリース）東日本旅客鉄道、2007年12月21日。オリジナルの2016年3月4日時点におけるアーカイブ。2020年5月29日閲覧。
5. ↑  “駅の情報（三条駅）：JR東日本”.   東日本旅客鉄道. 2022年9月8日時点のオリジナルよりアーカイブ。2022年9月8日閲覧。
6. ↑  “信越線をまたいで三条駅と三条高をつなぐ三条駅東西自由通路が供用開始”. ケンオー・ドットコム. (2005年4月1日)
7. ↑  “1日に供用開始した三条駅上空通路で竣工式”. ケンオー・ドットコム. (2005年4月20日)
8. 1 2  “JR東日本：駅構内図・バリアフリー情報（三条駅）”.   東日本旅客鉄道. 2025年5月4日閲覧。
9. ↑  渡邉英明「18～19世紀の越後三条町における雁木通りの形成と機能」『人文地理』第63巻、2011年、447-461頁、doi:10.4200/jjhg.63.5_447。
10. ↑  “三条まち歩きマップ”.   三条市. 2019年8月4日時点のオリジナルよりアーカイブ。2020年3月20日閲覧。
11. ↑  “11月10日に三条駅を中心に行う燕三条まちあるき「三条駅界隈～嵐南のまちなみ散歩・木工の風景～」のまちあるきと講演会の参加者を募集”. ケンオー・ドットコム. (2012年10月22日)

### 利用状況
1. 1 2  “各駅の乗車人員（2023年度）”.   東日本旅客鉄道. 2024年7月21日閲覧。
2. ↑  “各駅の乗車人員（2000年度）”.   東日本旅客鉄道. 2019年4月4日閲覧。
3. ↑  “各駅の乗車人員（2001年度）”.   東日本旅客鉄道. 2019年4月4日閲覧。
4. ↑  “各駅の乗車人員（2002年度）”.   東日本旅客鉄道. 2019年4月4日閲覧。
5. ↑  “各駅の乗車人員（2003年度）”.   東日本旅客鉄道. 2019年4月4日閲覧。
6. ↑  “各駅の乗車人員（2004年度）”.   東日本旅客鉄道. 2019年4月4日閲覧。
7. ↑  “各駅の乗車人員（2005年度）”.   東日本旅客鉄道. 2019年4月4日閲覧。
8. ↑  “各駅の乗車人員（2006年度）”.   東日本旅客鉄道. 2019年4月4日閲覧。
9. ↑  “各駅の乗車人員（2007年度）”.   東日本旅客鉄道. 2019年4月4日閲覧。
10. ↑  “各駅の乗車人員（2008年度）”.   東日本旅客鉄道. 2019年4月4日閲覧。
11. ↑  “各駅の乗車人員（2009年度）”.   東日本旅客鉄道. 2019年4月4日閲覧。
12. ↑  “各駅の乗車人員（2010年度）”.   東日本旅客鉄道. 2019年4月4日閲覧。
13. ↑  “各駅の乗車人員（2011年度）”.   東日本旅客鉄道. 2019年4月4日閲覧。
14. ↑  “各駅の乗車人員（2012年度）”.   東日本旅客鉄道. 2019年4月4日閲覧。
15. ↑  “各駅の乗車人員（2013年度）”.   東日本旅客鉄道. 2019年4月4日閲覧。
16. ↑  “各駅の乗車人員（2014年度）”.   東日本旅客鉄道. 2019年4月4日閲覧。
17. ↑  “各駅の乗車人員（2015年度）”.   東日本旅客鉄道. 2019年4月4日閲覧。
18. ↑  “各駅の乗車人員（2016年度）”.   東日本旅客鉄道. 2019年4月4日閲覧。
19. ↑  “各駅の乗車人員（2017年度）”.   東日本旅客鉄道. 2019年4月4日閲覧。
20. ↑  “各駅の乗車人員（2018年度）”.   東日本旅客鉄道. 2019年7月16日閲覧。
21. ↑  “各駅の乗車人員（2019年度）”.   東日本旅客鉄道. 2020年7月13日閲覧。
22. ↑  “各駅の乗車人員（2020年度）”.   東日本旅客鉄道. 2021年7月25日閲覧。
23. ↑  “各駅の乗車人員（2021年度）”.   東日本旅客鉄道. 2022年8月7日閲覧。
24. ↑  “各駅の乗車人員（2022年度）”.   東日本旅客鉄道. 2024年7月21日閲覧。